# Último evangelio
El último evangelio es el pasaje del Evangelio de Juan 1:1-14 donde Jesús está descrito como el Verbo (Logos). Era muy conocido por ser parte del rito al final de la misa latina tradicional del rito romano.

## Descripción
El Último Evangelio empezó como una práctica devocional privada del sacerdote, pero fue gradualmente absorbida por la rúbrica de la misa.  Inmediatamente, después de la bendición, el sacerdote va al lado del evangelio en el altar, empieza con el Dominus vobiscum al igual que en la proclamación del Evangelio de la misa, hace la Señal de la cruz con su pulgar derecho sobre el altar, antes que en el texto del Evangelio y antes de signar su propia frente, labios, y pecho, luego lee de una Sacra el principio del evangelio según San Juan. Al decir las palabras Et Verbum caro factum est (Y el Verbo se hizo carne), el sacerdote se arrodilla.
El texto del último evangelio es quizás más conocido por sus primeras frases: 

In principio erat Verbum, et Verbum erat apud Deum, et Deus erat Verbum... (En el principio existía el Verbo, y el Verbo estaba con Dios, y el Verbo era Dios...)

La tercera misa de Navidad (dónde se lee este evangelio como el Evangelio de la misa) no tiene ningún Último Evangelio; antes de 1954, el Evangelio para la Fiesta de la Epifanía se usaba aquí. También, en una misa eclipsada (es decir, si una fiesta de un santo se sustituye por un domingo) se podía,  entre otras cosas, tener su evangelio como último evangelio.